# Línea 67 (Córdoba)
La Línea 67 es una línea de transporte urbano de pasajeros de la ciudad de Córdoba, Argentina. El servicio está actualmente operado por la empresa Coniferal.
Anteriormente el servicio de la línea 67 era denominado como C7 desde 2002, hasta que el 1 de marzo de 2014 con la implementación del nuevo sistema de transporte público, la C7 se fusiona como 67 operada por la misma empresa.

## Recorrido
Servicio diurno y nocturno.
Ida: Novillo Saravia antes de Valparaíso- por Saravia - De la Industria  - Nores Martinez - Cruza FFCC -N. Martinez (80mts)- a la izq. por colectora - Cruz Roja Argentina - M. Lopez – Medina Allende -  Haya de la Torre – Valparaíso - H. Irigoyen - Túnel Plaza España - Chacabuco (Por la Izq.) - Bv. Illia - Bv. San Juan - Cañada - 27 de abril - Paso de los Andes - Pueyrredon - Sol de Mayo - Peredo – Haedo -J. Aguirre – Vieytes – J. Aguirre - L. Pinelo (Der) - Peredo - Los Plátanos - Albeniz - Gauna - Rogatis - Warnes - L. Agote - Isseas – M. Curie - Williams- R. Arias - Av. Zanni- Av. Camilotti- Av. Fuerza Aérea - A. Alegre - Recalde - R. Yuspe - Almonacid -  A. Alegre - Sgto. Romero - Gomez - Garcia - Ingresa a  Esc. Militar al fondo - a la izquierda hasta el Ipem 251.
Regreso: Esc. Militar - Garcia - Gomez - Sgto Romero -A. Alegre -  Almonacid- R. Yuspe - Recalde - A. Alegre - F. Aérea - R. Arias - Williams – M. Curie -Isseas - L. Agote - Warnes -  Rogatis - Gurruchaga - Albeniz - Los Plátanos - Verdi – M.Vidal – Verdi - Chazarreta - O. Ceballos -  A. Brown - Rogatis - Girardo Gilardi - Peredo - Río Negro - Pueyrredon - P. Los Andes - Pje Funes - M. Moreno - R. Peña - Colon - Gral. Paz - V. Sarsfield - H. Irigoyen - Plaza España - H. Irigoyen - Av. Valparaíso – Haya de la Torre- M. Allende - M. Lopez - Cruz Roja Argentina - Cruza FFCC- Valparaíso- Ingreso al Predio.